# Vignoux-sur-Barangeon
Vignoux-sur-Barangeon – miejscowość i gmina we Francji, w Regionie Centralnym, w departamencie Cher.
Według danych na rok 1990 gminę zamieszkiwały 1844 osoby, a gęstość zaludnienia wynosiła 74 osoby/km² (wśród 1842 gmin Regionu Centralnego Vignoux-sur-Barangeon plasuje się na 213. miejscu pod względem liczby ludności, natomiast pod względem powierzchni na miejscu 498.).